# Ојлер D.I
Ојлер D.I је немачки ловачки авион. Авион је први пут полетео 1916. године. 

Највећа брзина у хоризонталном лету је износила 140 km/h. Размах крила је био 8,10 метара а дужина 5,80 метара. Маса празног авиона је износила 380 килограма а нормална полетна маса 600 килограма. Био је наоружан са једним предњим митраљезом калибра 7,92 милиметара.

## Наоружање
| Наоружање авиона: Ојлер        |      |
| Ватрено (стрељачко) наоружање  |      |
| Топ                            |      |
| Митраљез                       |      |
| Број и ознака митраљеза        | 1    |
| Калибар                        | 7,92 |
| Бомбардерско наоружање (бомбе) |      |
| Ракетно наоружање (ракете)     |      |